# Лукомка
Лукомка — річка в Білорусі у Чашницькому районі Вітебської області. Права притока річки Улли (басейн Західної Двіни).

## Опис
Довжина річки 53 км, похил річки 0,7 м/км, площа басейну водозбору 831 км², середньорічний стік 5,4 м³/с. Формується притоками, безіменними струмками та загатами.

## Розташування
Бере початок із Лукомського озера. Тече переважно на північний схід і на південно-східній околиці міста Чашники впадає в річку Уллу, ліву притоку річки Західної Двіни.